# Бжостовский, Кароль
Ка́роль Бжосто́вский (1795—1854) — политический деятель, социальный новатор, создатель «Штабинской республики».

## Биография
Около 1820 г. он получил в наследство имение Штабин и тотчас же уничтожил в нём крепостное право, крестьян своих сделал чиншевниками и улучшил систему хозяйства. Затем он открыл сельские школы, больницы; выстроил заводы и фабрики; учредил для крестьян кассу дешёвого кредита; открыл лавки. Одним словом, он всю деревню привёл в весьма цветущее положение. Умирая в 1854 году, он все своё имущество завещал своим крестьянам и рабочим на фабриках, так что Штабин явился образчиком автономной, коллективной собственности, и Бжостовский в истории польских крестьян занимает такое же место, как и его однофамилец Павел и Станислав Сташиц.